# ICC Cricket World Cup Challenge League
ICC Men's Cricket World Cup Challenge League är en crickettävling som tävlas i formatet List A, och är den lägsta divisionen i Cricket World Cup-kvalificeringssystemet som introducerades 2019. Tolv lag deltar i två grupper, där topplaget i varje grupp går vidare till VM-kvalspelet, vilket är en väg till kvalificering till nästa Cricket-VM. Challenge League ersatte divisionerna tre, fyra och fem från World Cricket League för att bestämma VM-kvalet. Den första upplagan var 2019–2022.

## Tävlingsformat

### Tävlingen
Cricket World Cup hålls en gång vart fjärde år och Challenge League är en del av kvalificeringsprocessen för varje upplaga. Tolv lag är indelade i två grupper om sex, och det högst rankade laget i varje grupp går vidare till VM-kvalslutspelet. För att ett Challenge League-lag ska kvalificera sig till världsmästerskapet måste de i följd toppa sin Challenge League-grupp, uppnå en topp två-placering i slutspelet för VM-kvalet och nå en topp två-placering i världsmästerskapskvalet.

### Upp- och nedflyttning
Ett system för upp- och nedflyttning finns mellan Challenge League och ICC Cricket World Cup League 2. I slutspelet för världsmästerskapskvalet kan de två sämsta lagen från League 2 och de två bästa i Challenge League byta ligor beroende på deras resultat. Av de fyra lagen kommer de två högre rankade lagen att spela i nästa League 2, medan de två lägre rankade lagen kommer att spela i nästa Challenge League.
De fyra nedersta lagen från Challenge League riskerar också att ramla ur 32-lags kvalificeringssystemet helt, de spelar då en World Cup Challenge playoff-match med fyra andra lag utanför systemet. Av de åtta deltagarna är det bara de fyra bästa lagen som spelar i nästa Challenge League.

## Upplagor
| Säsong    | Mästare | Nedflyttad | Uppflyttad |
| --------- | ------- | ---------- | ---------- |
| 2019/2022 |         |            |            |